# Heteronyx pellucida
Heteronyx pellucida är en skalbaggsart som beskrevs av Hermann Burmeister 1855. Heteronyx pellucida ingår i släktet Heteronyx och familjen Melolonthidae. Inga underarter finns listade i Catalogue of Life.